# 有馬新七
有馬 新七（ありま しんしち）は、日本の武士（薩摩藩士）、学者。諱は正義。位階勲等は贈従四位。

## 生涯
真影流（直心影流）と崎門学派を学び文武両道の俊傑とうたわれた。憂国の詩文は孝明天皇の乙夜の覧に供されたとされる。
薩摩藩伊集院郷の郷士・坂木四郎兵衛の子として薩摩国日置郡伊集院郷徳重村小城（現在の日置市伊集院町徳重）で生まれるが、父が城下士の有馬家の養子となったため、新七もそのまま城下士となり、鹿児島城下の加治屋町に移住した。
同じく薩摩藩伊集院郷の郷士坂木六郎は叔父にあたり、剣の達人として有名であった六郎から幼少期から神影流を伝授された。天保9年（1838年）、14歳の元服の頃より『靖献遺言』を研究し、崎門学派の学を修める。天保14年（1843年）より江戸で学び、山崎闇斎派の儒学者山口菅山の門下となる。安政4年（1857年）には薩摩藩邸学問所教授に就任。文久元年（1861年）造士館訓導師に昇進。

### 尊皇攘夷
尊皇攘夷派の志士達と多く交流して水戸藩とともに井伊直弼暗殺（桜田門外の変）を謀ったが、自藩の同意を得られなかったため手を引き、結果的に水戸藩を裏切る形となった。
万延元年（1860年）に町田久成の要請を受け、伊集院郷石谷村（後の鹿児島市石谷町）を統治することとなった。新七は石谷村を治める間に、村における刑法を定め、悪事を働くものに罰として石坂（一部現存、鹿児島市の指定文化財）と呼ばれる道の建設にあたらせたり、郷士に五人組制を実施するなどの指導を行った。
その後も過激な尊皇攘夷活動を続け、同志達と共に寺田屋に集っていたところ、島津久光の「説得に応じずば上意討ちもやむなし」との命により鎮撫に訪れた大山格之助ら薩摩藩士らによって粛清された（寺田屋騒動）。この際、小刀が折れて相手の道島五郎兵衛の懐に入り壁に押し付けた状態で橋口吉之丞に「オイゴト刺セ、オイゴト刺セ」（俺ごと刺せ）として最期を遂げた。享年38。

## 死後
明治24年（1891年）12月17日、明治政府より贈従四位。日置市伊集院町下谷口上之馬場において1338年に時宗の寺として建てられた「無量寿院　龍泉寺」跡に、その墓がある。
子の有馬幹太郎は、薩摩藩の大赦で士籍を回復し、戊辰戦争に従軍し御親兵創設に従い上京、西郷隆盛や川村純義の推挙により海軍術習得のため米国へ留学、1874年にアナポリスの海軍兵学校 (アメリカ合衆国)へ入学し、薩摩閥海軍人として将来を嘱望されたが帰国後に27歳で病死した。

## 関連作品
ドラマ
- 竜馬がゆく（1982年・テレビ東京12時間超ワイドドラマ・演：多宮健二）
- 田原坂（1987年・日本テレビ年末時代劇スペシャル・演：下塚諒）
- 翔ぶが如く（1990年・NHK大河ドラマ・演：内藤剛志）
- 篤姫（2008年・NHK大河ドラマ・演：的場浩司）
- 西郷どん（2018年・NHK大河ドラマ・演：増田修一朗、幼少期：伊藤柾樹）